# Carmen Quintanilla Barba
Carmen Quintanilla Barba   (Ciudad Real, 11 de maig de 1954) és una política espanyola dedicada al desenvolupament rural, enfocada en el desenvolupament de la dona en el medi rural. Va ser diputada nacional per la província de Ciudad Real del Partit Popular des de l'any 2000 a 2019 i presidenta de la Comissió Mixta per a l'Estudi del Problema de les Drogues entre 2016 i 2019. També va ser presidenta de la Comissió d'Igualtat en el Congrés de 2011 a 2015 i vicepresidenta primera de la Comissió d'Igualtat de 2004 a 2011. De maig a setembre de 2019 va ocupar un escó al Senat en la XIII legislatura.
És fundadora de l'Asociación de familias y mujeres del Medio Rural. Va ser vicepresidenta de la Comissió d'Igualtat i no discriminació del Consell d'Europa, vicepresidenta de la Comissió contra el Tràfic i el Tràfic d'Éssers humans, a més de vicepresidenta de la Unió Europea de Majors del Partit Popular Europeu. En el Partit Popular va ser membre de la Junta Directiva Nacional, del comitè executiu regional del PP a Castella-la Manxa i presidenta de la Comissió Nacional de Majors.